# Ibn al-Thahabi
Abu Mohammed Abdellah Ibn Mohammed Al-Azdi (arabe: ابو محمد عبدالله بن محمد الأزدي) (date de naissance inconnu, mort en 1033) également appelé Ibn al-Thahabi était un médecin andalous célèbre pour avoir écrit la première encyclopédie alphabétique de médecine.

## Biographie
Thahabi est né dans la ville de As Sohar dans l'actuel sultanat d'Oman. Après avoir vécu à Bassorah, il émigre en Perse ou il étudiait la médecine sous Al-Biruni et Avicenne. Il a ensuite émigré à Jérusalem avant d'aller vivre à Valence dans le pays d'Al-Andalus.

## Travaux
Thahabi est surtout connu pour son encyclopédie de médecine, Kitab Al-Ma'a (Livre de l'eau). Cette encyclopédie établi une liste par ordre alphabétique des différentes maladies, et le moyen de les traiter. Dans ce livre, il donne également de nombreuses informations sur le fonctionnement des organes humains.